# André Gill
André Gill, sz.: Louis-Alexandre Gosset de Guînes (Párizs, 1840. október 17. – Charenton-le-Pont, 1885. május 1.) francia képzőművész, karikaturista, sanzonénekes.

## Élete
Gróf Guînes és Sylvie-Adeline Gosset fiaként született. A Királyi Festészeti és Szobrászati Akadémián tanult.
Gill a Le Journal Amusant számára kezdett rajzolni, de a Francis Polo által szerkesztett La Lune hetilapban végzett munkáival vált ismertté, amelyben portrékat rajzolt A nap embere című sorozathoz.
1865-1868 között a La Lune-nál dolgozott, amelyet aztán betiltottak. 1868-1876 között a L'Éclipse folyóiratnak dolgozott, és a híres Le Charivari folyóiratnak is rajzolt.
Gill hamar bekerült a bohém párizsi művészvilágba. Megismerte Charles Crost és Paul Verlaine-t. Egy párizsi útja során Arthur Rimbaud, miután megcsodálta Gill rajzait a L'Éclipse-ben, megállt a karikaturista házánál. Gill a kanapén fekve találta a költőt. Miután Rimbaud magyarázkodott, Gill adott neki egy kis pénzt, és azt tanácsolta neki, hogy hagyja el Párizst, mielőtt még kitör a háború.
Karikatúráit, a nagyméretű, kézzel színezett litográfiákat sokan nagyon pontosnak és nem is túlzóan kegyetlennek tartották. Így Gill híres kortársai közül sokan szerették volna, ha őket is megrajzolja. Gill lerajzolta Sarah Bernhardt-ot, Otto von Bismarckot, Émile Zolát, Victor Hugót, Nadart, Giuseppe Garibaldit, Adelina Pattit, Charles Dickenst, Richard Wagnert is.
Gill stílusát, amelyet később sokat utánoztak, az alanyok fejének megnagyobbítása jellemezte, amelyek alulméretezett testeken ültek.
1868-ban Gillt beperelték, mert lerajzolt egy tököt, amelyről azt hitték, hogy egy bíró fejét ábrázolja. Amióta Charles Philipon körtét rajzolt Lajos Fülöp ábrázolására, a karikaturisták által rajzolt gyümölcsökről azt hitték, hogy azok mind szatirikus éllel bírnak, és ez gyanús volt az udvar szemében. Gillnek a per hírnevet hozott, és bár börtönbüntetést is kapott, rövid idő múltán szabadon engedték.
Gill megrajzolta a „L’Enterrement de la caricature” (A karikatúra temetése) című képet, amelyen egy művész követ egy halottaskocsit egy kutyával, amely tollat és ecsetet tart. 1875-ben megrajzolta a „Le journale et l’avenir” (Az újságíró és a jövő) című képét, amelyen egy újságírót megkötözve és bekötött szemmel ábrázol.
1876-ban megszűnt a L'Éclipse, és megjelent a La Lune rousse, amelynek Gill lett a szerkesztője.
1881-ben Franciaország megváltoztatta a cenzúratörvényt, lehetővé téve, hogy bármilyen újság vagy folyóirat megjelenhessen előzetes engedély nélkül. Gill azonban nem élvezhette ezeket az új újságírói szabadságjogokat, mert egy pszichiátriai kórházba került, és 1885-ben belehalt mentális betegségébe.

## Galéria

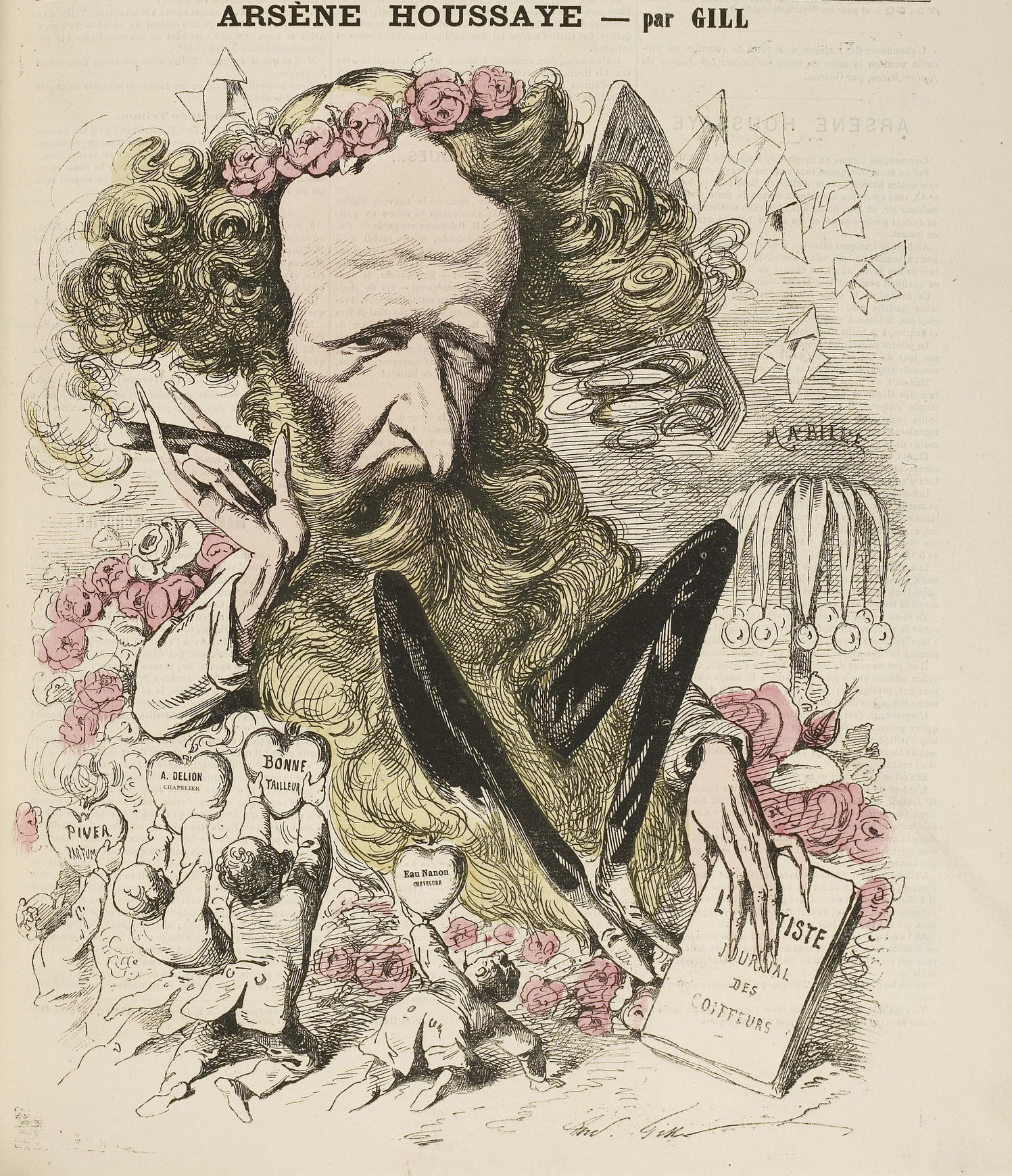
Arsène Houssaye
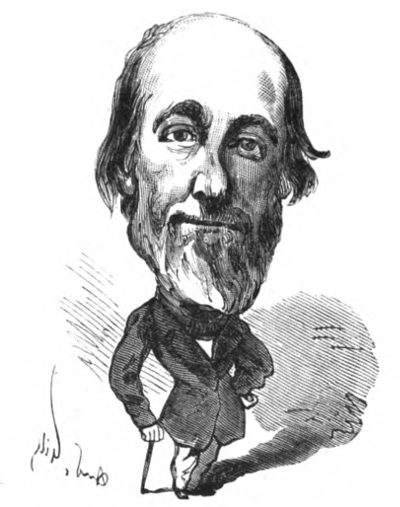
Alfred de Falloux
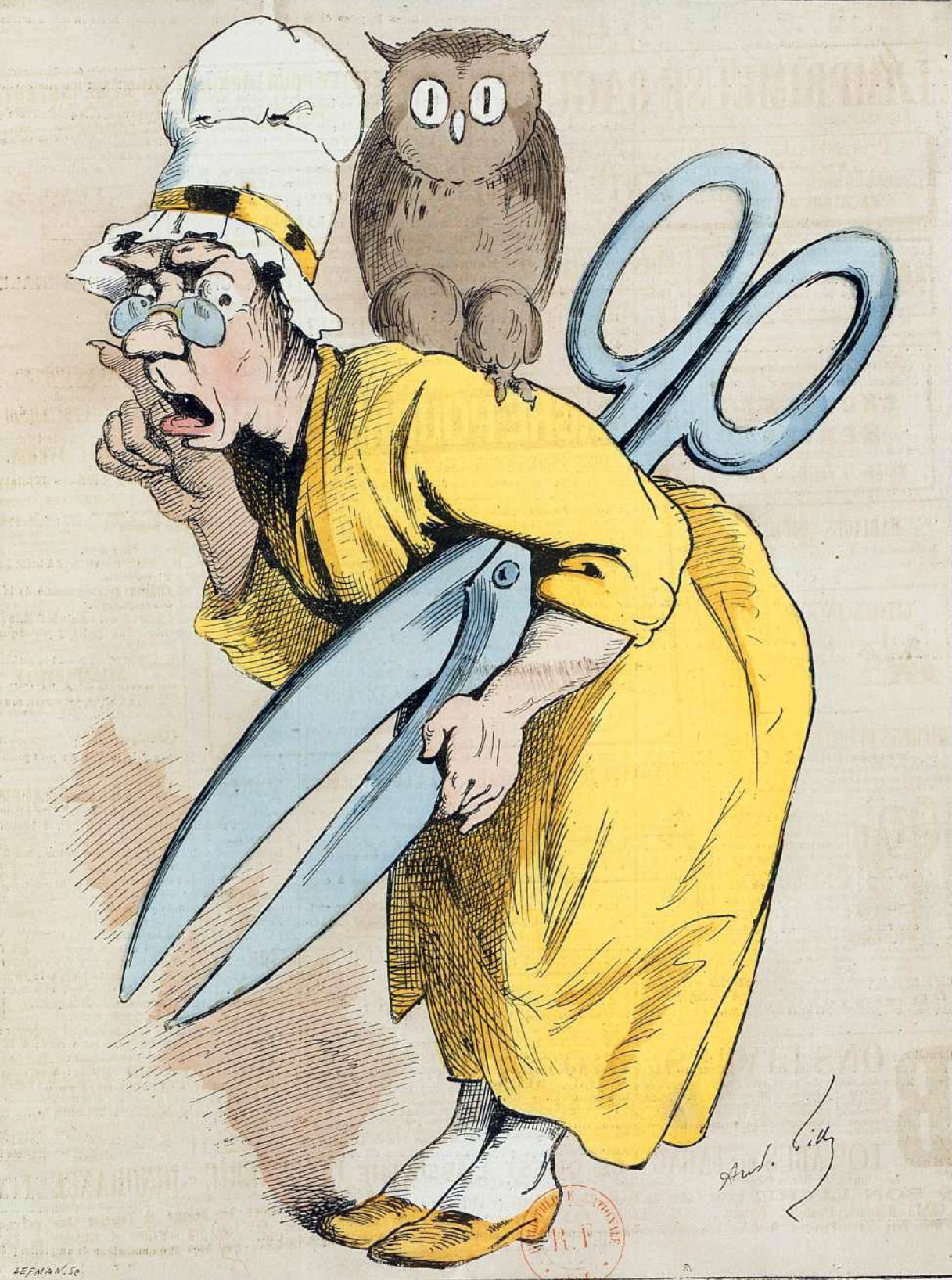
Madame Anastasie
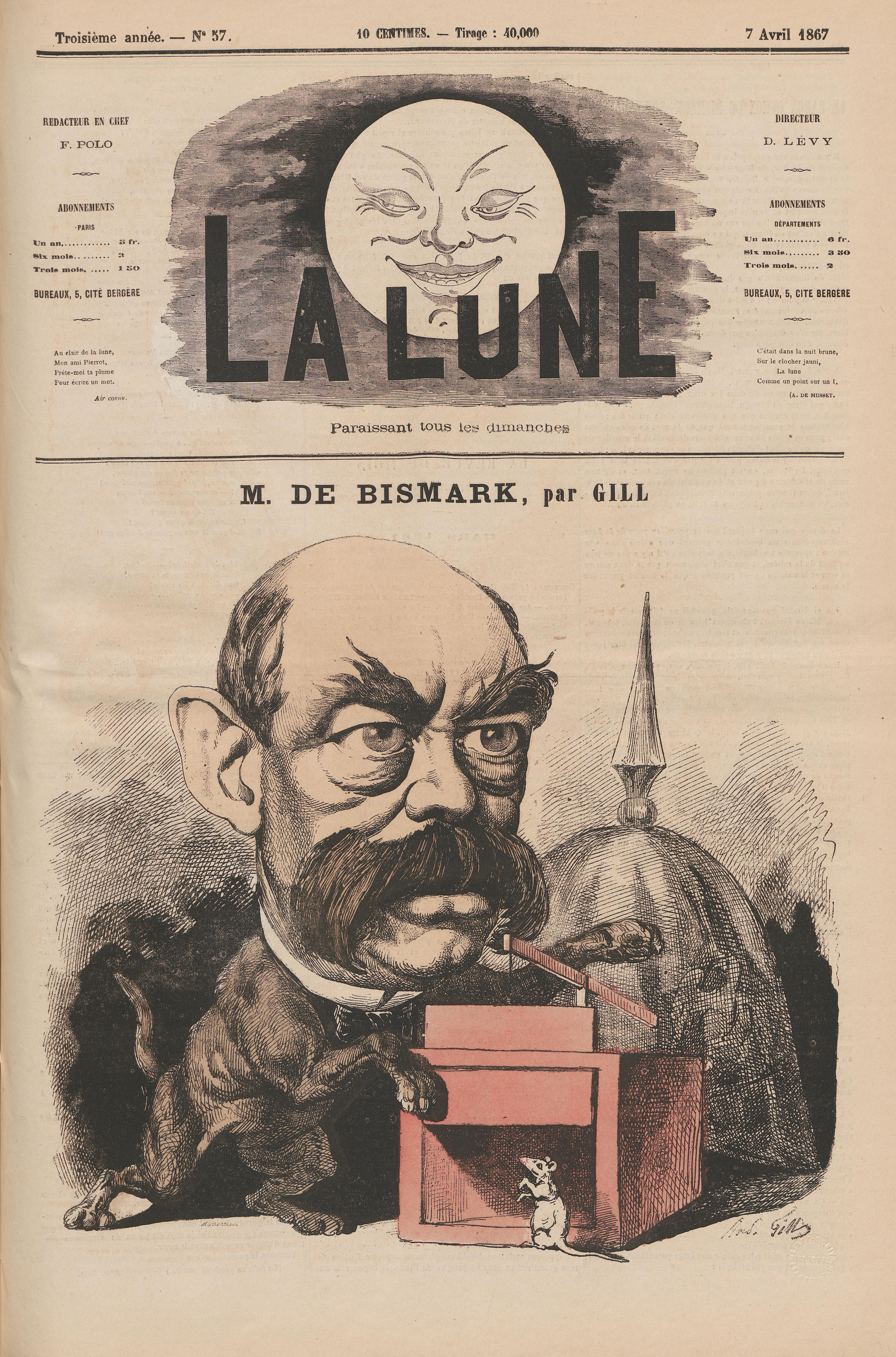
Otto von Bismarck
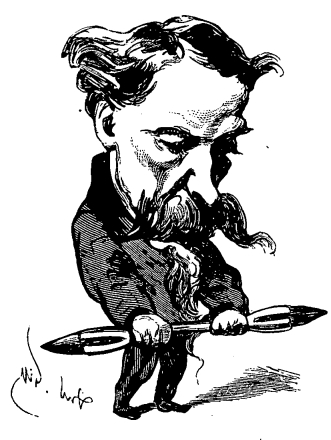
Cham
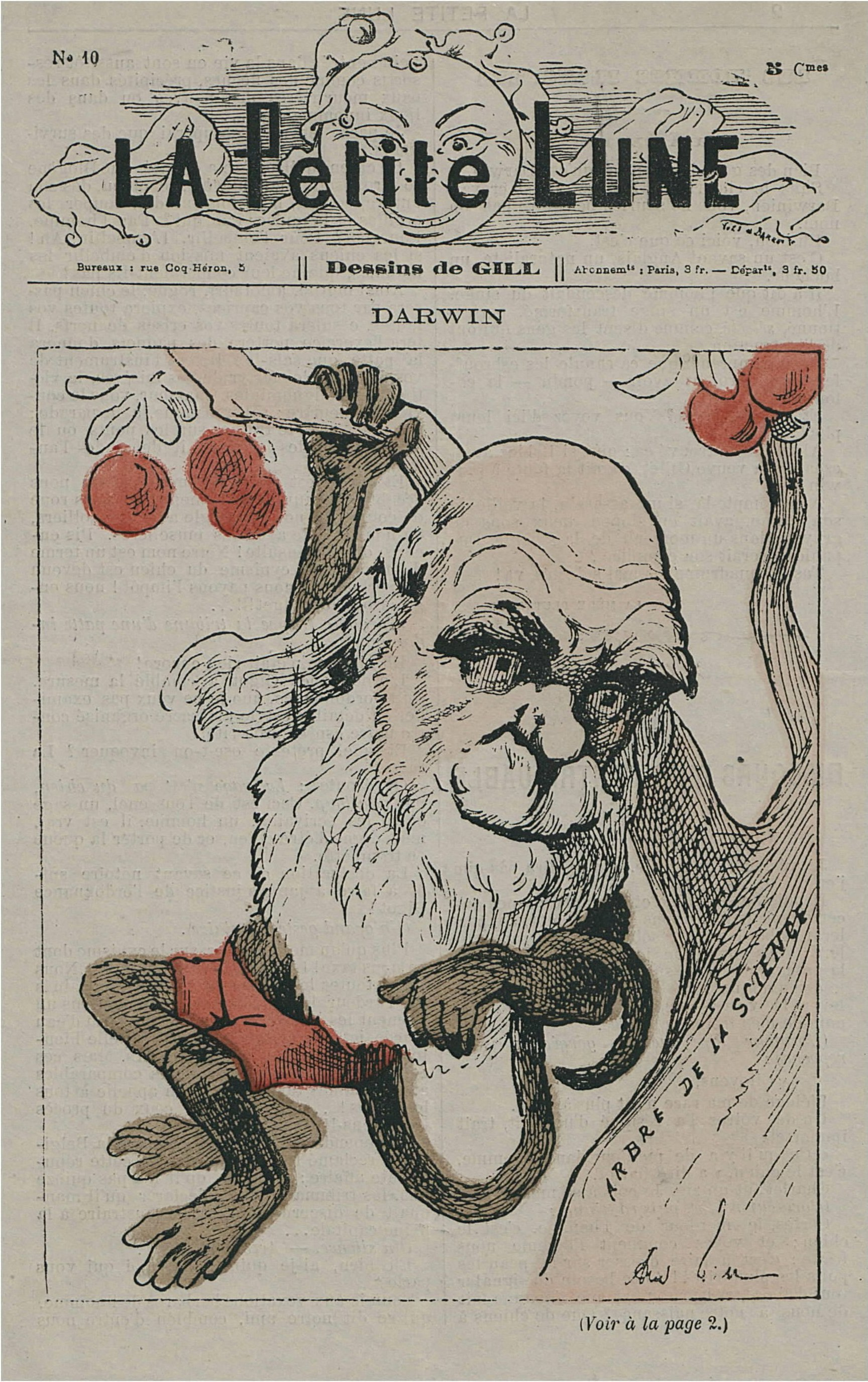
Charles Darwin
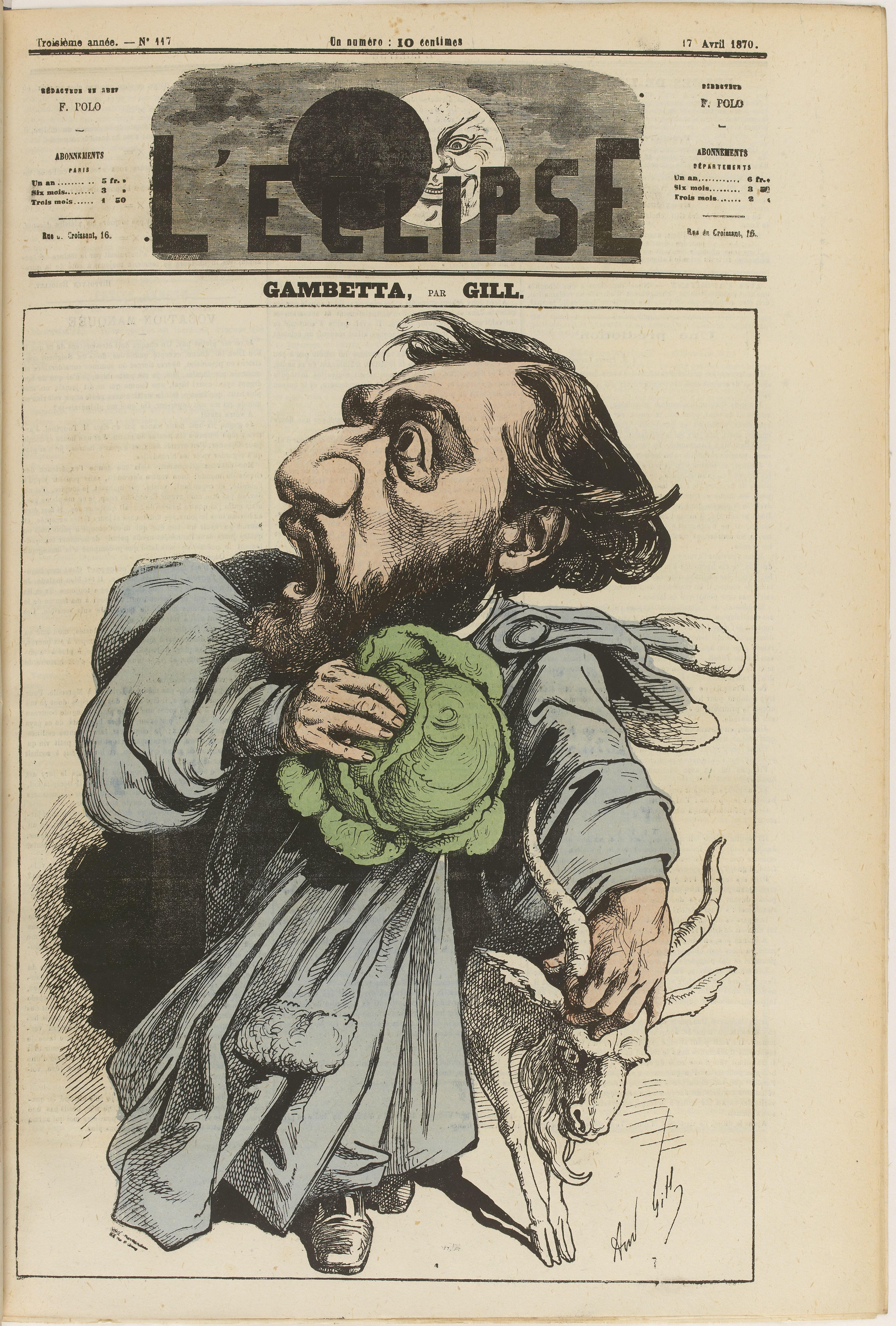
Léon Gambetta
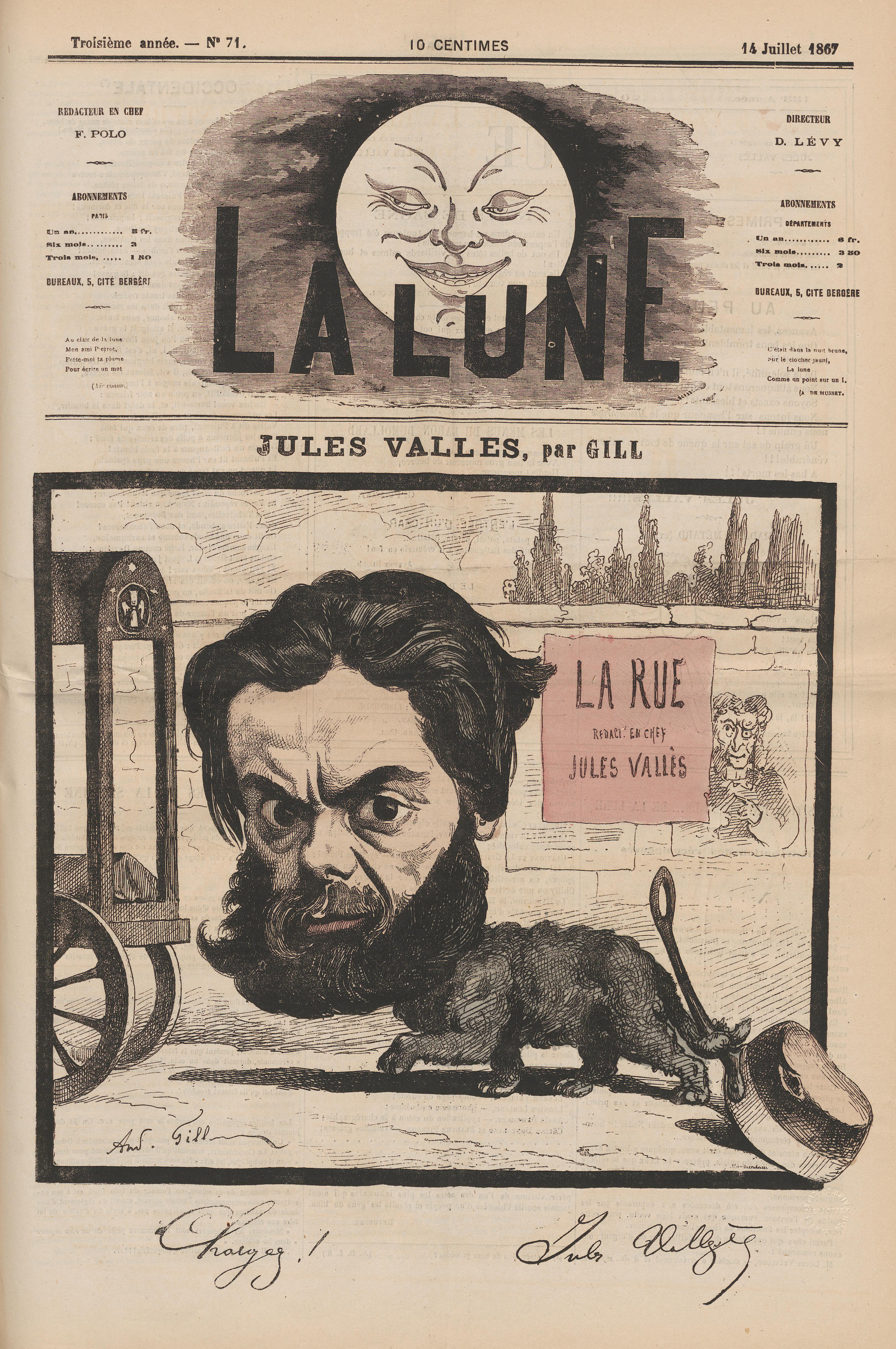
Jules Vallès
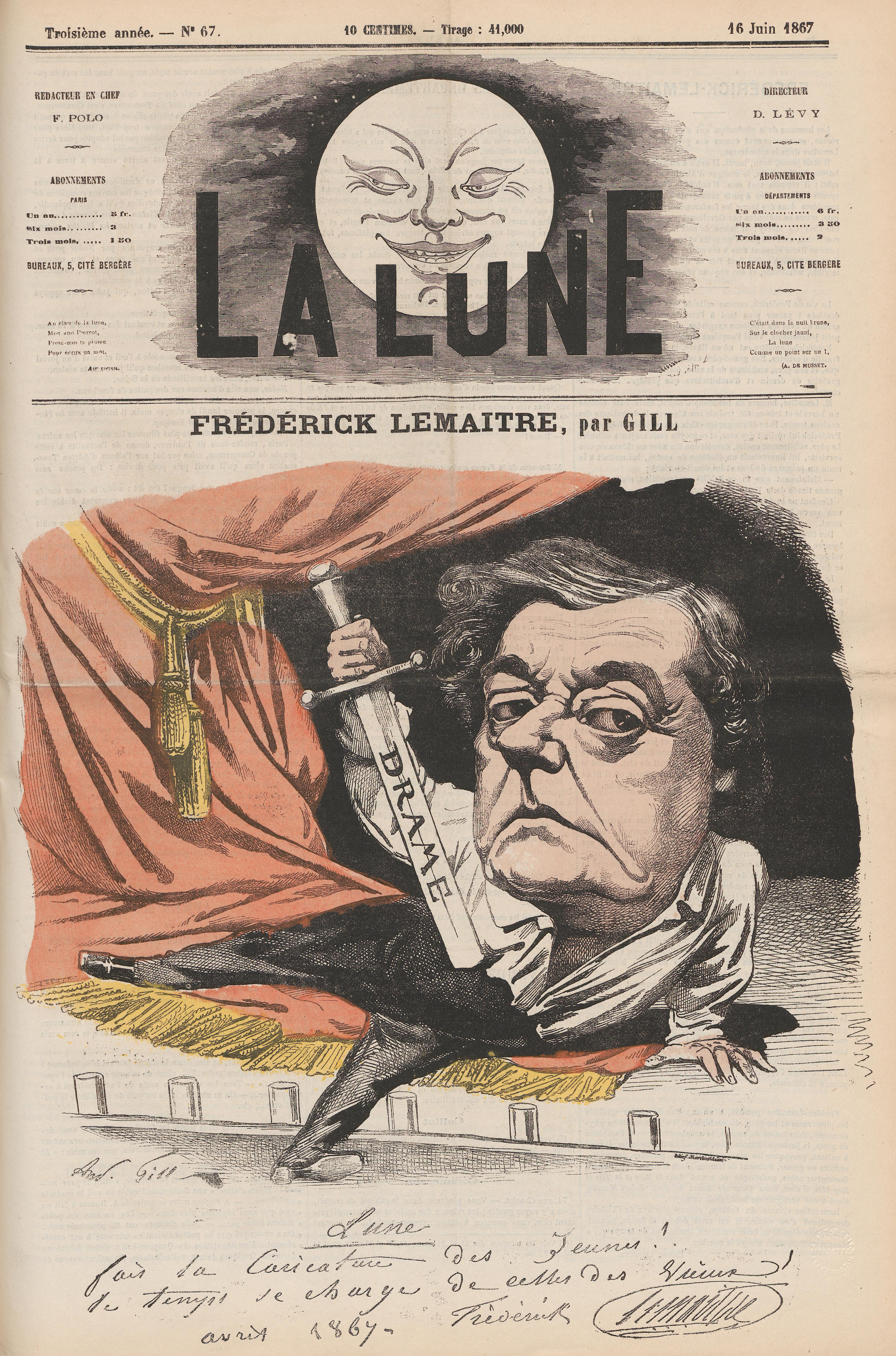
Frédérick Lemaître
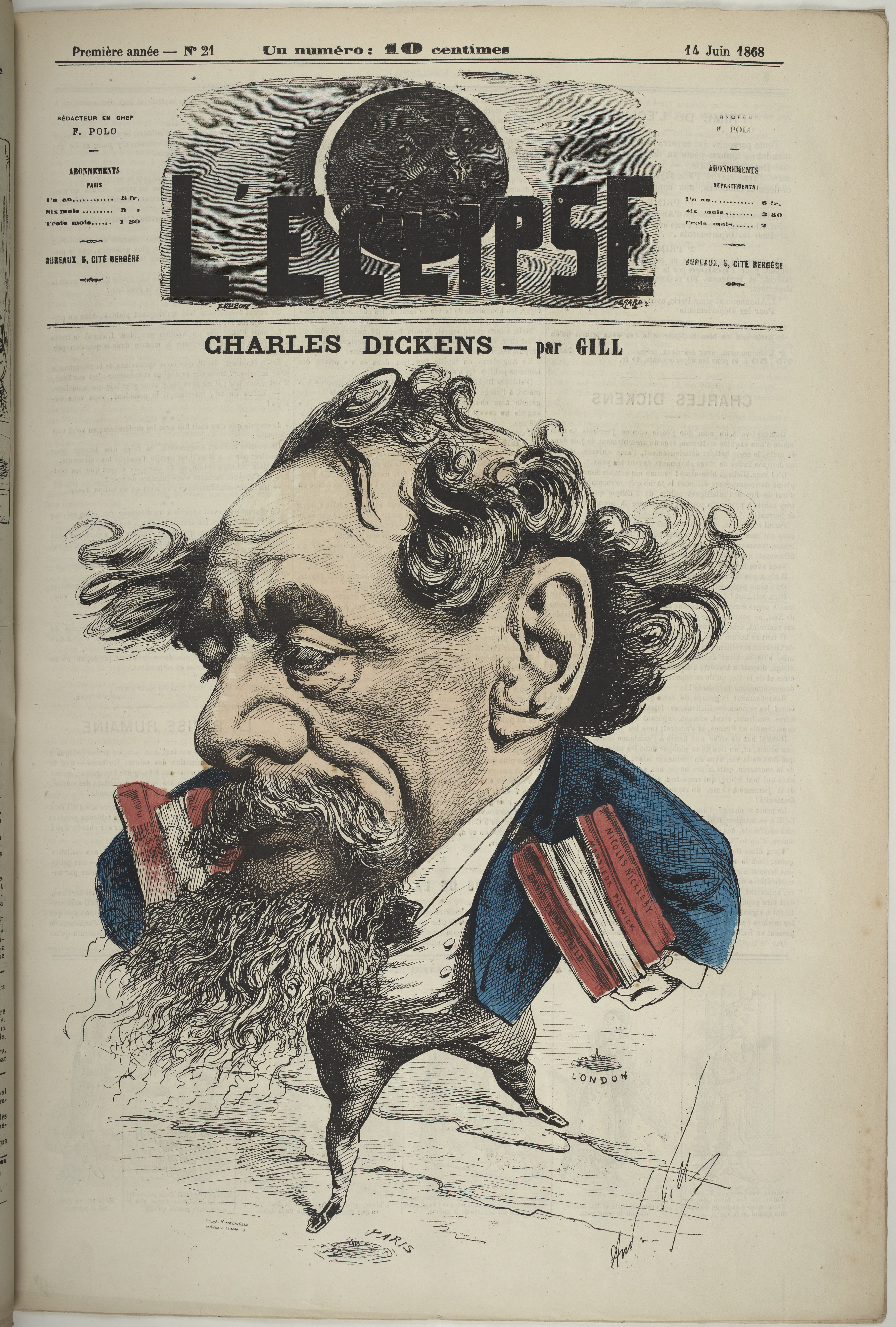
Charles Dickens
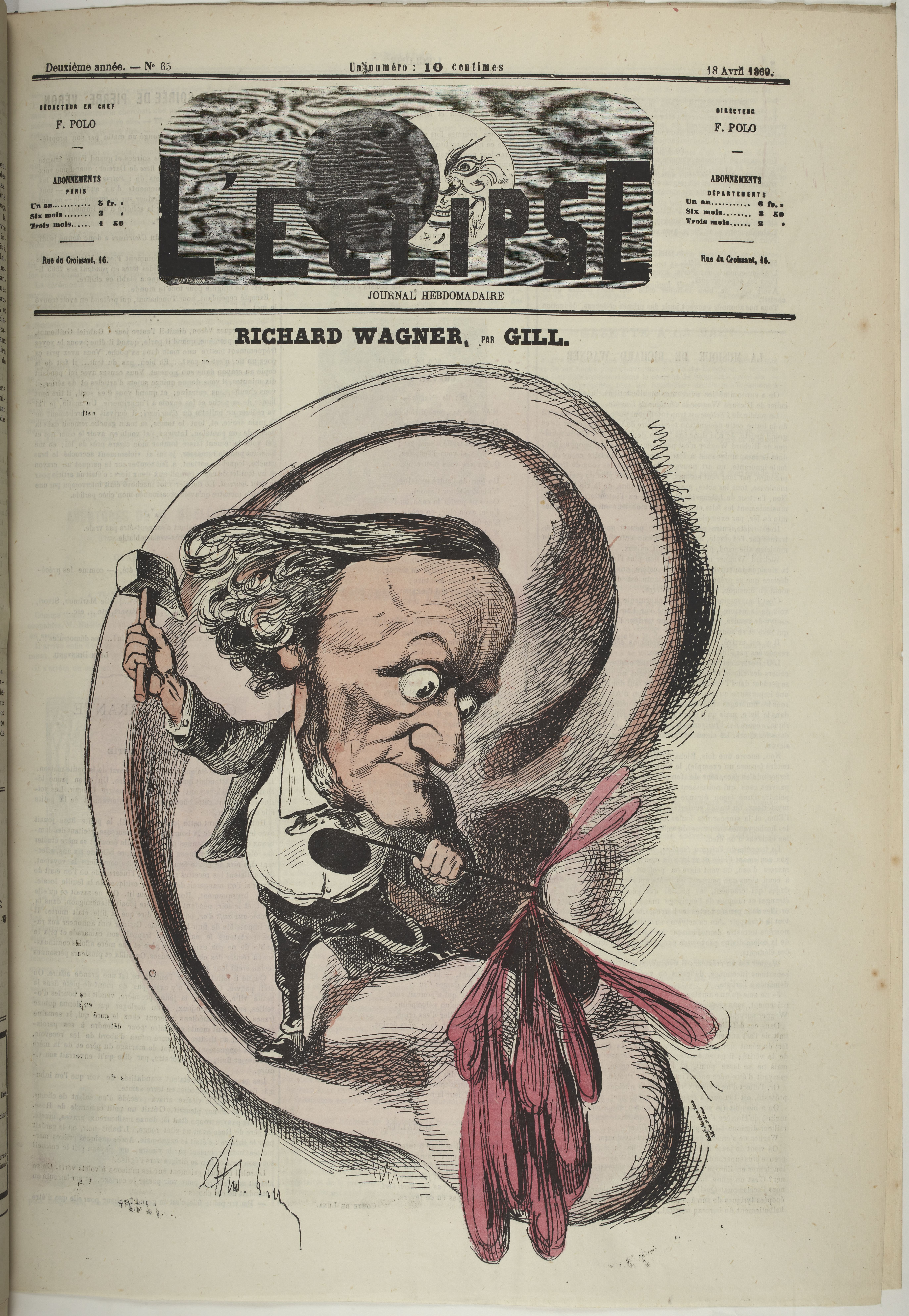
Richard Wagner
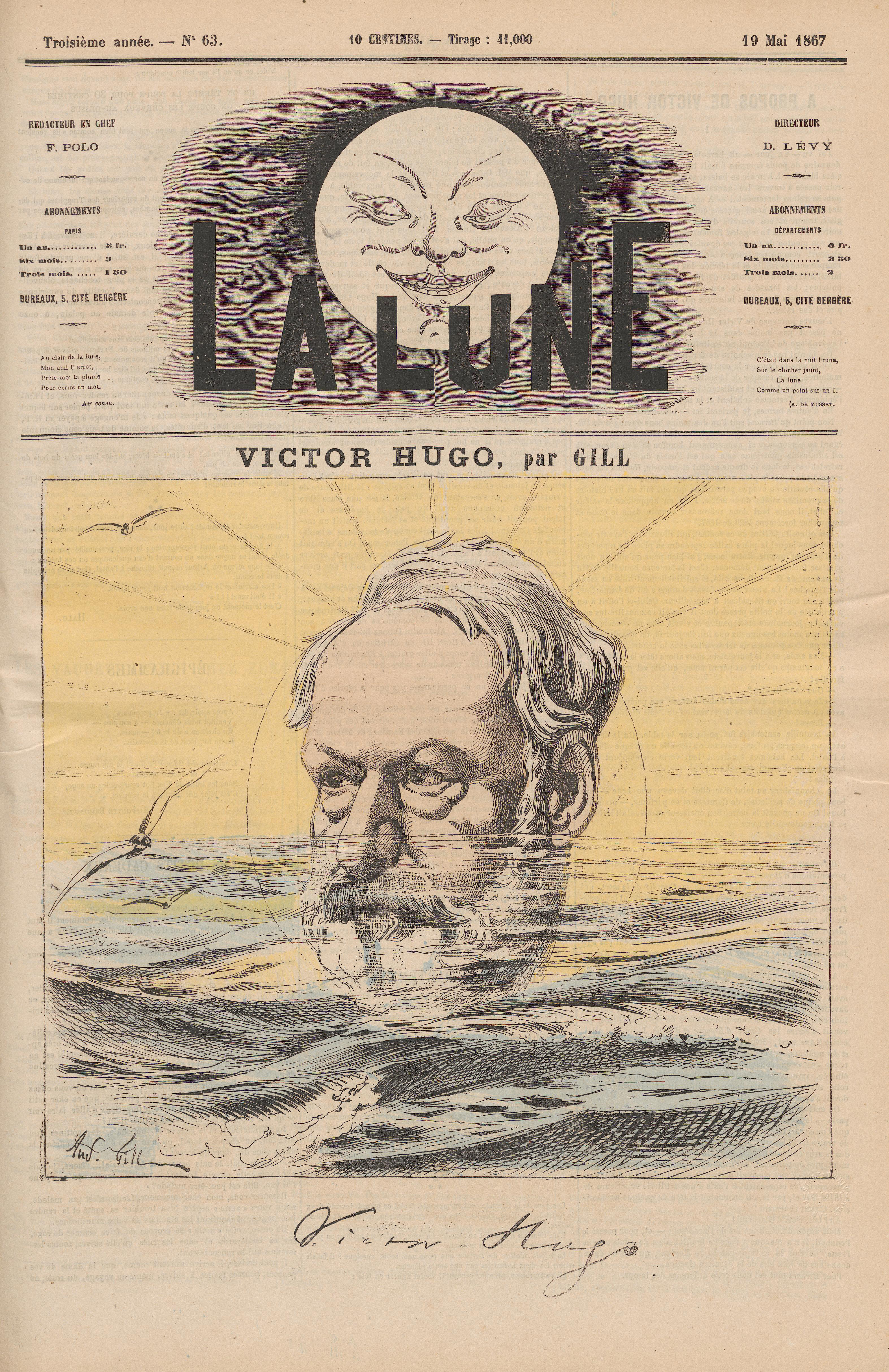
Victor Hugo
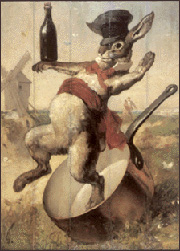
Lapin Agile
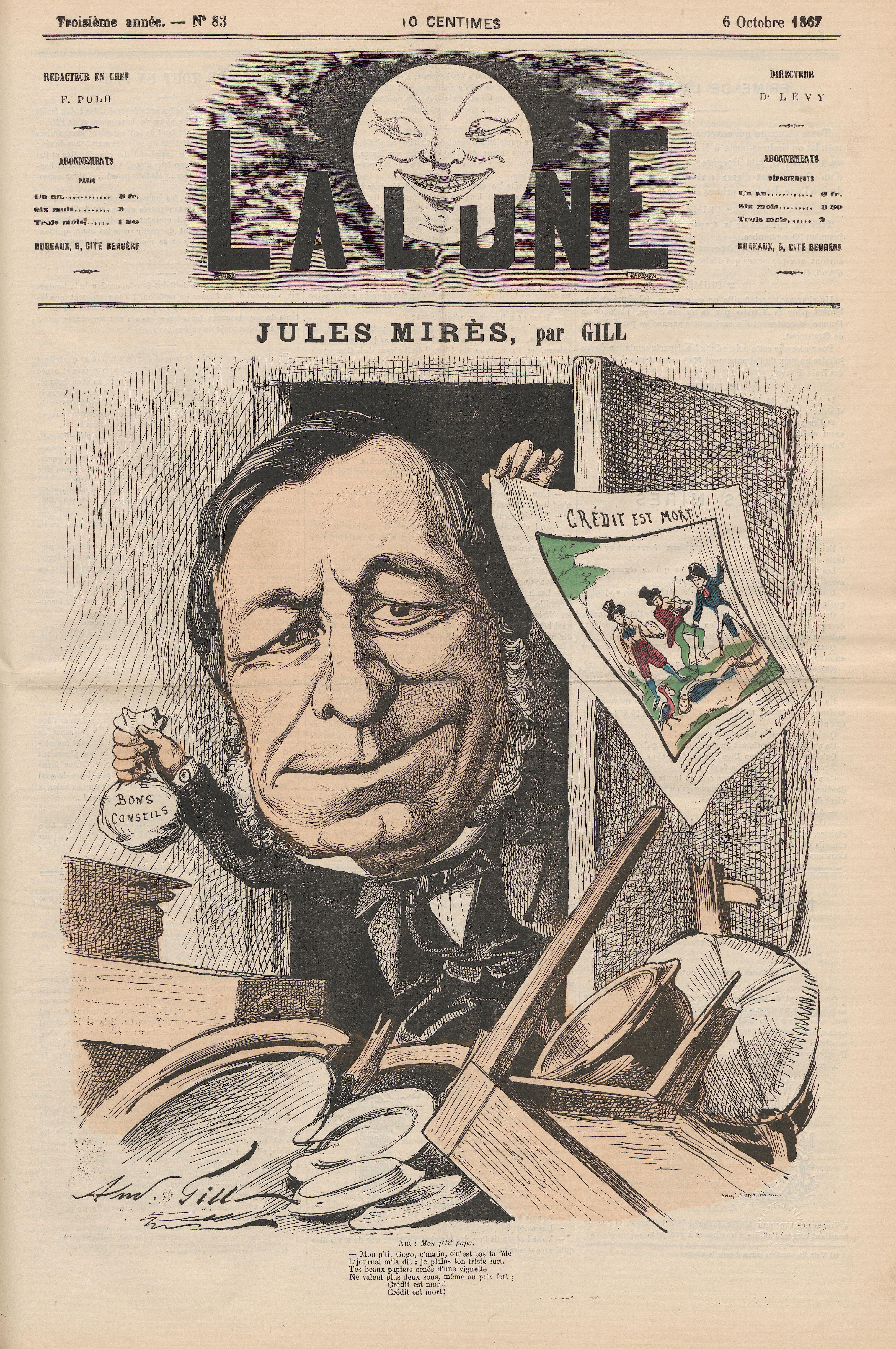
Jules Mirès
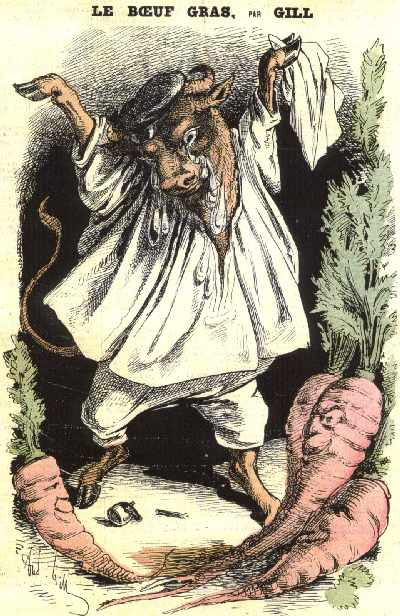
Le Boeuf-Gras
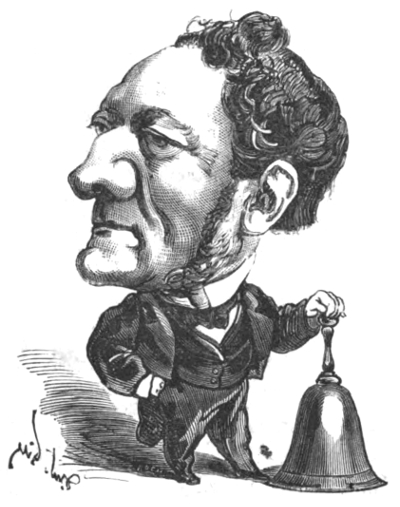
Louis Buffet
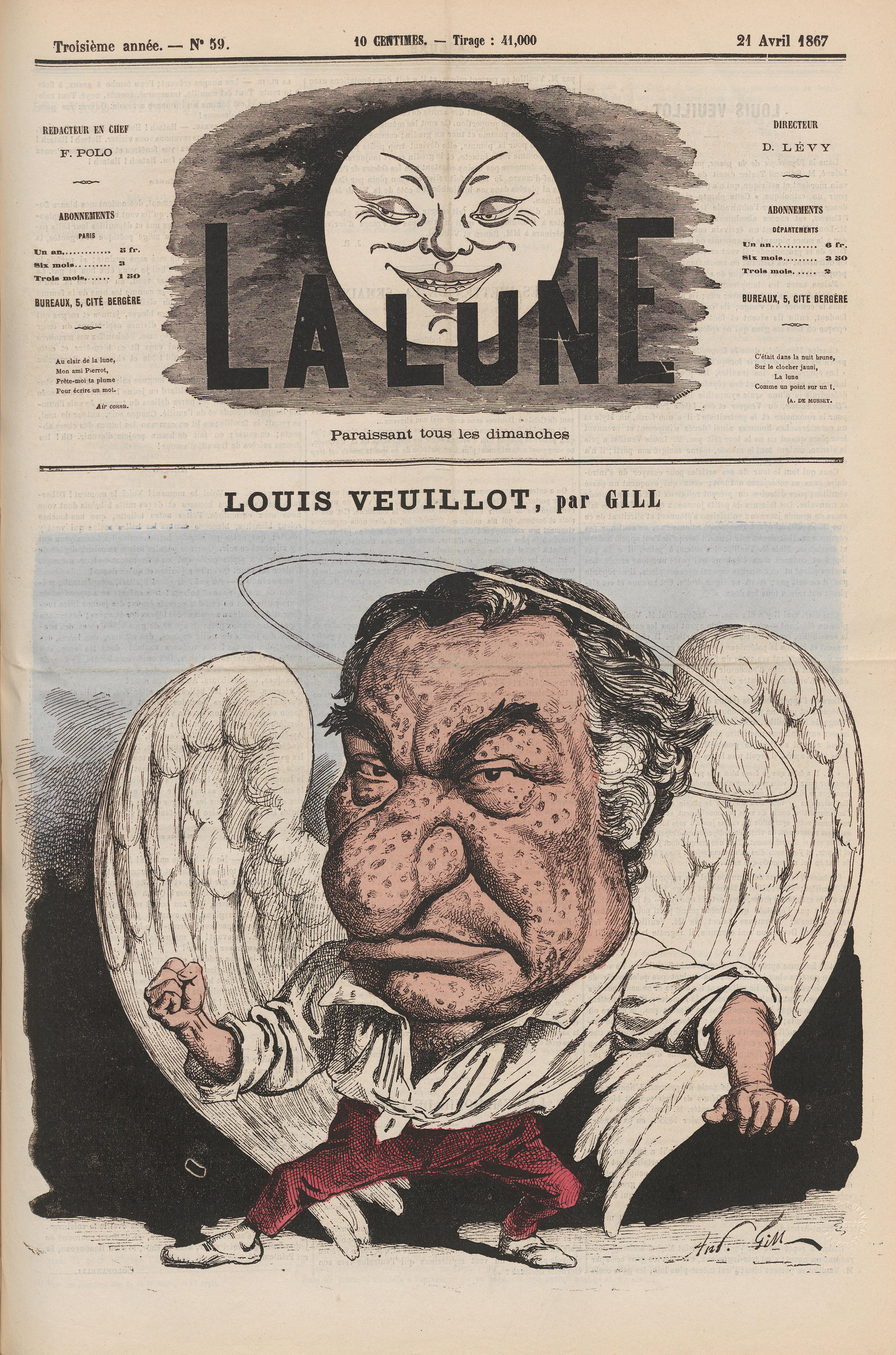
Louis Veuillot
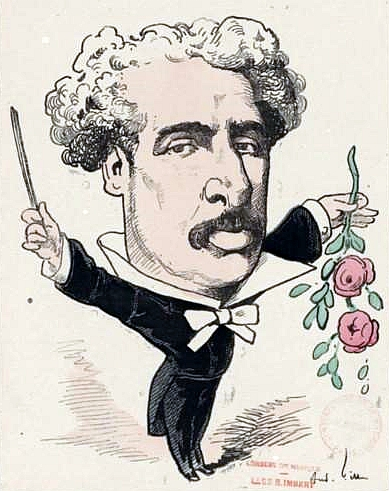
Olivier Métra(wd)
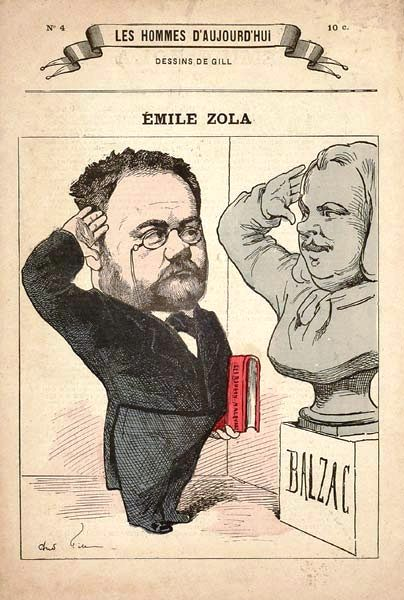
Émile Zola
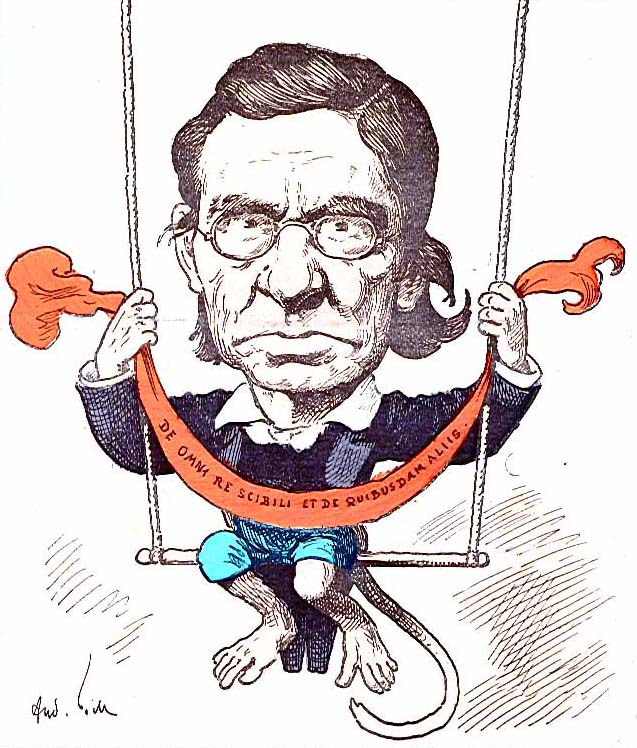
Émile Littré

## Fordítás
- Ez a szócikk részben vagy egészben  az   André Gill című angol Wikipédia-szócikk ezen változatának fordításán alapul.  Az eredeti cikk szerkesztőit annak laptörténete sorolja fel. Ez a jelzés csupán a megfogalmazás eredetét és a szerzői jogokat jelzi, nem szolgál a cikkben szereplő információk forrásmegjelöléseként.